# Cúp quốc gia Wales 1952–53
Cúp quốc gia Wales FAW 1952–53 là mùa giải thứ 66 của giải đấu bóng đá loại trực tiếp hàng năm dành cho các đội bóng ở Wales.

## Từ viết tắt
Tên giải đấu nằm sau tên các câu lạc bộ.
- CCL - Cheshire County League
- FL D1 - Football League First Division
- FL D3N - Football League Third Division North
- SFL - Southern Football League
- WLN - Welsh League North

## Vòng Năm
Vòng này có sự tham gia của 8 đội thắng ở vòng Bốn và 10 đội bóng mới.
| Số thứ tự trận | Đội nhà          | Tỉ số | Đội khách        |
| -------------- | ---------------- | ----- | ---------------- |
| 1              | Wrexham (FL D3N) | 3–4   | Chester (FL D3N) |

## Vòng Sáu
Vòng này có sự tham gia của 3 đội thắng ở vòng Năm cộng với Pwllheli & District. Có 6 đội đi thẳng vào vòng Bảy.
| Số thứ tự trận | Đội nhà          | Tỉ số | Đội khách                 |
| -------------- | ---------------- | ----- | ------------------------- |
| 1              | Chester (FL D3N) | 2–0   | Pwllheli & District (WLN) |

## Vòng Bảy
| Số thứ tự trận | Đội nhà          | Tỉ số | Đội khách               |
| -------------- | ---------------- | ----- | ----------------------- |
| 1              | Chester (FL D3N) | 5–0   | Lovell's Athletic (SFL) |

## Bán kết
Chester và Connah's Quay Nomads thi đấu tại Wrexham.
| Số thứ tự trận | Đội nhà          | Tỉ số | Đội khách                  |
| -------------- | ---------------- | ----- | -------------------------- |
| 1              | Rhyl (CCL)       | 1–0   | Cardiff City (FL D1)       |
| 2              | Chester (FL D3N) | 5–0   | Connah's Quay Nomads (WLN) |

## Chung kết
Trận Chung kết diễn ra tại Bangor.
| Số thứ tự trận | Đội nhà    | Tỉ số | Đội khách        |
| -------------- | ---------- | ----- | ---------------- |
| 1              | Rhyl (CCL) | 2–1   | Chester (FL D3N) |